# 花腋鳞头鲉
花腋鳞头鲉（学名：Sebastapistes nuchalis）为輻鰭魚綱鮋形目鮋亞目鲉科鳞头鲉属的鱼类。分布于印度洋中部诸岛至太平洋中部以及西沙群岛海域、台湾海峡等，属于近海暖水性小型鱼类。其一般栖息于礁盘水域，體長可達10.2公分，生活習性不明。该物种的模式产地在Rarotongo。